# Egyenjogú rítusok
Az Egyenjogú rítusok egy humoros fantasy regény Terry Pratchett-től. 1987-ben jelent meg először, ez a harmadik regény a Korongvilág sorozatban és az első a Boszorkányok alsorozatban. Ez az első regény, amiben nem Széltoló a főszereplő. Az angol cím (Equal Rites) egy szójáték, ami az egyenlő jogok kifejezésre hasonlít: (Equal Rights).
Ebben a regényben tűnik fel először Wiharvész Anyó, aki több későbbi Korongvilág regényben is szerepel. A főhős, Kovács Eszkarina csak az I Shall Wear Midnight-ban (2010) tér vissza.

## A történet
|  | Alább a cselekmény részletei következnek! |

Bilét Donát, a varázsló felkeresi az Aranyér nevű falut, mivel ott születik egy nyolcadik fiú nyolcadik fia, ami a gyermeket tökéletes varázslóvá teszi. A nyolcas számot sok varázslatos tulajdonsággal látták el, mint más történetekben a hetest. A varázsló halála előtt átadja varázsbotját az újszülött gyermeknek, akiről csak ezután derül ki, hogy lány (Kovács Eszkarina).
Ahogy Eszk felnő egyértelművé válik, hogy nem tudja irányítani az erejét, ezért Wiharvész Anyó maga mellé veszi, hogy boszorkányt faragjon belőle. Három évnyi tanulás után a lány továbbra is varázsló szeretne lenni, és ereje felett egyre kevésbé tud uralkodni, így a boszorkány úgy dönt, elviszi őt a Láthatatlan Egyetemre, Ankh-Morpork városába, ahol a varázslókat képzik.
Mivel a Korongvilágon nem léteznek női varázslók, Eszk első bejutási kísérlete az egyetemre sikertelen, de Wiharvész Anyó eléri, hogy felvegyék őt szolgálólányként. Így Eszk az egyetem söprögetésével tölti napjait és nyomon követi Simon, a tehetséges varázslótanonc fejlődését. Olyan erős a varázsereje, hogy amikor használja azt, kaput nyit más létsíkokra, ahova végül mindketten bekerülnek.
Végül rátalálnak az ott élő lények gyengéjére, ami abban áll, hogy ha tudnak varázslatot használni, de nem használják, legyengülnek. Végül sikerül visszajutniuk a Korongvilágba. Eszket felveszik az egyetemre és Wiharvész Anyó is kap egy ajánlatot, hogy lehetne tanár ott.
|  | Itt a vége a cselekmény részletezésének! |

## Szereplők

### Kovács Eszkarína
Egy nyolcadik fiú nyolcadik gyermeke, ezért tökéletes varázsló alapanyag. Bilét Donát, a varázsló ráruházza hatalmát és neki adja botját, még mielőtt kiderült volna, hogy lány. Testvérei közt nő fel, míg varázsereje el nem szabadul és nem változtatja malaccá (és vissza) egyik testvérét. Jóindulatú, kissé makacs személyiség, lenyűgözi őt az "igazi mágia", de Wiharvész Anyónál szorgalmasan kitanulja a boszorkányságot is.

### Wiharvész Anyó
Az Aranyér nevű apró hegyi település boszorkánya. Magas szinten műveli a boszorkánysághoz tartozó mágiákat, mint a gyógynövények ismerete, ésszerészet (valóságban, szuggesztió) és állatok elméjének kölcsönvevése (ami abból áll, hogy átveszi az állat testének irányítását, de csak úgy, hogy az hagyja). 
Elvből lenézi a varázslókat, nem szeret olvasni és írni se nagyon tud. Boszorkányok közt egészen szépnek mondható, ami zavarja is, hiszen presztízs kérdés, hogy egy boszorkány legyen csúnya.
Ő tanítja ki Eszket a boszorkányságra és végül segít neki útján a Láthatatlan Egyetem felé.

### A varázsbot
A Bilét Donát, majd Eszk tulajdonát képző bot saját személyiséggel rendelkezik, bár erre csak utalások vannak. Több esetben megvédi a lányt. Tud repülni, elpusztíthatatlan, ha sérülés éri átvetíti a lányra a fájdalmat, hogy őt sajnálva a botnak se essen baja. A rajta lévő mintákat senki se tudja kivenni. Sokan érzik úgy, hogy a bot figyeli őket. Eszken kívül Wiharvész Anyónak van némi hatalma fölötte, de leginkább csak rá tudja beszélni, hogy segítsen.

### Simon
Varázslótanonc, aki született tehetség. Eszk egy Ankh-Morporkba tartó karavánon találkozik vele. Saját varázslatokat fejlesztett ki, pedig még csak most készül belépni az egyetemre. A világegyetemről saját elképzelése van, amit még a legtapasztaltabb mágusok is alig értenek.
Nagyon félénk, folyamatosan dadog (amit még a varázslók se tudtak elmulasztani), de amikor varázslásra kerül a sor, nagy hozzáértésről tesz tanúbizonyságot.

## Magyarul
- Egyenjogú rítusok. Fantasy regény; ford. Sohár Anikó; Cherubion, Debrecen, 1999 (Osiris könyvek)
- Egyenjogú rítusok; ford. Farkas Veronika; Delta Vision, Bp., 2010 (Korongvilág sorozat)

## Külső hivatkozások
- Terry Pratchett magyar oldala